# Tito Ribero
Tito Ribero cuyo nombre de nacimiento era Amado Alberto Ribero fue un cantor, músico y compositor nacido en el barrio de Palermo de Buenos Aires, Argentina el 16 de mayo de 1915 y fallecido el 18 de julio de 1984. Además de haber tenido su propia orquesta, se destacó por haber musicalizado más de 200 películas.

## Actividad profesional
Su debut profesional fue cuando tenía veinte años, en radio LOZ Broadcasting La Nación que después se convirtió en LR6 Radio Mitre.
En 1937 se vinculó con el cantor Hugo del Carril, a quien había contratado la discográfica RCA Victor para grabar como solista y comenzó una relación profesional que también fue de amistad. Con su propia orquesta acompañó a Del Carril registrando, entre otros, los tangos Nostalgias, Vendrás alguna vez, Vieja amiga, Desaliento, La copa del olvido y el vals Me besó y se fue Entre 1938 y 1941, grabaron dieciséis piezas e hicieron giras por Uruguay, donde actuaron en Radio Carve, Chile y Perú.
En 1939 debutó en el cine en el filme Gente bien, dirigido por Manuel Romero y protagonizado por Del Carril, colaborando con los temas musicales junto a Alberto Soifer, Francisco Canaro, Juan D'Arienzo y Héctor Quesada.
En 1940 Ribero y Del Carril actuaron en Radio Belgrano y, al año siguiente, comenzaron en Brasil una gira de cuatro meses que se prolongó por Venezuela, Panamá, Puerto Rico, Cuba y Estados Unidos. Esta gira duró cuatro meses.
Ese mismo año Ribero tuvo a su cargo los arreglos y la dirección musical de la película En la luz de una estrella dirigida por Enrique Santos Discépolo y protagonizada por Del Carril.
En 1944 con su propia orquesta en la que estaba Roberto Beltrán, hizo un ciclo de audiciones en Radio Belgrano y actuó en el salón Palermo Palace En 1949 acompañó a Del Carril en actuaciones por LR1 Radio El Mundo.
Mientras tanto continuaba con sus colaboraciones en el cine, la última de ellas en la película Gran valor, drigida en 1980 por Enrique Cahen Salaberry.
Entre las obras que compuso se recuerdan especialmente las milongas A diez centavos la pieza, compuesta con Santiago Adamini y La milonga y yo, con Leopoldo Díaz Vélez; el vals Esa noche, con Carlos Waiss y los tangos Ronda de recuerdos, con Víctor Álvarez; Soy del noventa, A mí me llaman Juan Tango, Cosas viejas y  Quiere fumar, con Enrique Dizeo; “Como perdemos el tiempo, con Ricardo Duc; Cosas de tango, con letra de Rodolfo Taboada e Inútil, con Reinaldo Yiso. 

## Premio
Por el filme Del otro lado del puente la Academia de Artes y Ciencias Cinematográficas de la Argentina le otorgó a Tito Ribero el premio Cóndor Académico a la mejor partitura original de 1953.

## Filmografía
Colaboró en los siguientes filmes:
Musicalización
- La frontera olvidada (filmada en 1969 y estrenada en 1996)
- Gran valor (1980)
- Frutilla (1980)
- El diablo metió la pata (1980)
- Los drogadictos (1979)
- Donde duermen dos... duermen tres (1979)
- No apto para menores (1979)
- Yo también tengo fiaca (1978)
- Así es la vida (1977)
- Las locas (1977)
- Los muchachos de antes no usaban arsénico (1976)
- Te necesito tanto, amor (1976)
- Los chicos crecen (1976)
- Los chiflados dan el golpe (1975)
- No hay que aflojarle a la vida (1975)
- Las procesadas (1975)
- Los chantas (1975)
- Los chiflados del batallón (1975)
- El inquisidor (1975)
- Yo tengo fe (1974)
- Papá Corazón se quiere casar (1974)
- La flor de la mafia (1974)
- Andrea (1973)
- Hoy le toca a mi mujer (1973)
- Los padrinos (1973)
- Adiós, Alejandra (1973)
- Me gusta esa chica (1973)
- Había una vez un circo (1972)
- Las píldoras (1972)
- El picnic de los Campanelli (1972)
- Simplemente María (1972)
- Nino (1972)
- Mi amigo Luis (1972)
- La sonrisa de mamá (1972)
- Pájaro loco (1971)
- Muchacho que vas cantando (1971)
- Balada para un mochilero (1971)
- Aquellos años locos (1971)
- La valija (1971)
- Vamos a soñar por el amor (1971)
- La familia hippie (1971)
- Joven, viuda y estanciera (1970)
- Pimienta y pimentón (1970)
- Amalio Reyes, un hombre (1970)
- Los muchachos de mi barrio (1970)
- Cautiva en la selva (1969)
- ¡Viva la vida!  (1969)
- Los debutantes en el amor (1969)
- Flor de piolas (1969)
- El día que me quieras (1969)
- Somos novios (1969)
- Los muchachos de antes no usaban gomina (1969)
- La ciudad de los cuervos (1969)
- Maternidad sin hombres (1968)
- El novicio rebelde (1968)
- El derecho a la felicidad (1968)
- Este cura (1968)
- Destino para dos (1968)
- Matrimonio a la argentina (1968)
- Un muchacho como yo (1968)
- Coche cama alojamiento (1968)
- El andador (1967)
- Ya tiene comisario el pueblo (1967)
- ¡Al diablo con este cura! (1967)
- ¡Esto es alegría! (1967)
- Quiere casarse conmigo …?! (1967)
- Tacuara y Chamorro, pichones de hombres (1967)
- Del brazo con la muerte (1966)
- Del brazo y por la calle (1966)
- Pimienta (1966)
- De profesión, sospechosos (1966)
- La gorda (1966)
- La mujer de tu prójimo (1966)
- Vivir es formidable (1966)
- Psique y sexo (1965)
- Ritmo nuevo y vieja ola (1965)
- Los hipócritas (1965)
- Bicho raro (1965)
- Canuto Cañete, detective privado (1965)
- Esquiú, una luz en el sendero (1965)
- Esta noche mejor no (1965)
- Nadie oyó gritar a Cecilio Fuentes (1965)
- Viaje de una noche de verano (1965)
- Cuidado con las colas (1964)
- Canuto Cañete y los 40 ladrones (1964)
- Aconcagua (rescate heroico) (1964)
- La sentencia (1964)
- Los evadidos (1964)
- Il vuoto o Un momento muy largo 1964)
- Tres alcobas (1964)
- Un viaje al más allá (1964)
- Canuto Cañete, conscripto del 7 (1963)
- La calesita (1963)
- 40 años de novios (1963)
- Alias Flequillo (1963)
- Lindor Covas, el cimarrón (1963)
- Barcos de papel (1963)
- Rata de puerto (1963)
- El mago de las finanzas (1962)
- Delito (1962)
- Hombre de la esquina rosada (1962)
- Propiedad (1962)
- El bruto (1962)
- Cristóbal Colón en la Facultad de Medicina (1962)
- Misión 52 (1962)
- Operación G (1962)
- Mi Buenos Aires querido (1961)
- El romance de un gaucho (1961)
- Esta tierra es mía (1961)
- Rebelde con causa (1961)
- El centroforward murió al amanecer (1961)
- La maestra enamorada (1961)
- Interpol llamando a Río (1961)
- Creo en ti (1960)
- Culpable (1960)
- Yo quiero vivir contigo o La gran aventura (1960)
- Dos tipos con suerte (1960)
- Luna Park (1960)
- Todo el año es Navidad (1960)
- Gringalet (1959)
- Las tierras blancas (1959)
- Amor se dice cantando (1959)
- Campo virgen (1959)
- La vertiente (documental de Bolivia) (1959)
- Del cuplé al tango (1959)
- Campo arado (1959)
- Una cita con la vida (1958)
- Demasiado jóvenes (1958)
- Rosaura a las diez (1958)
- La morocha (1958)
- Amor prohibido (1958)
- Dos basuras (1958)
- Isla brava (1958)
- Las apariencias engañan (1958)
- Un centavo de mujer (1958)
- Cinco gallinas y el cielo (1957)
- La muerte en las calles (1957)
- El protegido (1956)
- África ríe (1956)
- La pícara soñadora (1956)
- Edad difícil (1956)
- Amor a primera vista (1956)
- El amor nunca muere (1955)
- Para vestir santos (1955)
- La Quintrala (1955)
- El barro humano (1955)
- El hombre que debía una muerte (1955)
- Más pobre que una laucha (1955)
- Ayer fue primavera (1955)
- El millonario (1955)
- La mujer desnuda (1955)
- Mi marido y mi novio (1955)
- Pobre pero honrado (1955)
- Vida nocturna (1955)
- Barrio gris (1954)
- Desalmados en pena (1954)
- Veraneo en Mar del Plata (1954)
- Caídos en el infierno (1954)
- El grito sagrado (1954)
- Mujeres casadas (1954)
- La calle del pecado (1954)
- Los problemas de papá (1954)
- Casada y señorita (1954)
- La mujer de las camelias (1954)
- La telaraña (1954)
- Un hombre cualquiera (1954)
- Una ventana a la vida (1953)
- Trompada 45 (1953)
- Del otro lado del puente (1953)
- Dock Sud (1953)
- La niña del gato (1953)
- Uéi Paesano (1953)
- Vigilantes y ladrones (1952)
- El infierno verde o Las aguas bajan turbias (1952)
- La patrulla chiflada (1952)
- Mala gente (1952)
- Paraíso robado (1952)
- Bárbara atómica (1952)
- Donde comienzan los pantanos (1952)
- El baldío (1952)
- El infortunado Fortunato (1952)
- Ellos nos hicieron así (1952)
- Mi mujer está loca (1952)
- Pasó en mi barrio (1951)
- La última escuadrilla (1951)
- El hermoso Brummel (1951)
- Fantasmas asustados (1951)
- Vivir un instante (1951)
- Buenos Aires, mi tierra querida (1951)
- Llévame contigo (1951)
- Camino al crimen (1951)
- Surcos de sangre (1950)
- El último payador (1950)
- La barra de la esquina (1950)
- Romance en tres noches (1950)
- Historia del 900 (1949)
- Adiós pampa mía (1946)
- Pasión imposible (1943)
- Gente bien (1939)

Director musical
- La mamá de la novia (1978)
- Vamos a soñar por el amor (1971)
- Maternidad sin hombres (1968)
- El novicio rebelde (1968)
- El derecho a la felicidad (1968)
- Destino para dos (1968)
- Un muchacho como yo (1968)
- Coche cama alojamiento (1968)
- El andador (1967)
- Ya tiene comisario el pueblo (1967)
- ¡Al diablo con este cura! (1967)
- ¡Esto es alegría! (1967)
- Tacuara y Chamorro, pichones de hombres (1967)
- Quiere casarse conmigo …?! (1967)
- Tres alcobas (1964)
- La murga (1963)
- Las abejas (1951) (corto documental España)(asesor musical)

Banda sonora
- Este cura (1968) (obras: Belén, Padre Juan, Bienvenido)

Temas Musicales
- Operación San Antonio (1968)
- La dama del collar (1947)
- Gente bien (1939)

Intérprete de la música
- Camino al crimen (1951)

Orquestación
- Vamos a soñar con el amor (1971)

Dirección instrumental
- En la luz de una estrella (1941)

## Televisión
Director musical;
- El mundo del espectáculo (1968) Serie
- Burbuja (1967) Serie (conductor)
- Mariana (1966) Serie (conductor)
- Candilejas (1965) Serie (conductor)
- Dos gotas de agua (1964) Serie (conductor)
- Señorita Medianoche (1963) Serie (conductor)
- El sí de las niñas (1961) Serie (conductor)
- La casa de la Troya (1960) Serie (conductor)
- La hermana San Sulpicio (1960) Serie (conductor)